# Mortoniella foersteri
Mortoniella foersteri är en nattsländeart som först beskrevs av Schmid 1964.  Mortoniella foersteri ingår i släktet Mortoniella och familjen stenhusnattsländor. Inga underarter finns listade i Catalogue of Life.